# Cozumelspottdrossel
Die Cozumelspottdrossel (Toxostoma guttatum) ist eine Singvogelart aus der Familie der Spottdrosseln (Mimidae). Sie ist oder war auf der mexikanischen Insel Cozumel vor der Halbinsel Yucatán endemisch. Da sie seit 2006 nicht mehr gesichtet und Cozumel immer wieder von verheerenden Hurrikans verwüstet wurde, wird bereits das Aussterben dieser Art befürchtet.

## Merkmale
Die Cozumelspottdrossel erreicht eine Körperlänge von 21,5 bis 24 cm und ein Gewicht von 49 bis 60 g. Das Gefieder ist oberseits rötlich-braun, die Wangen sind gräulich, der Überaugenstreif ist hell und die Flügel weisen zwei weißliche Binden auf. Der lange Schwanz ist rötlichbraun. Die Kehle ist weiß und es gibt einen dunklen Malarstreifen. Die Unterseite ist weißlich mit kräftigen schwarzen Streifen. Die Flanken sind mit großen Flecken bedeckt. Der Bauch und die Unterschwanzdecken sind weiß bis gelblichbraun. Die Iris ist bernsteinfarben. Der lange, gebogene Schnabel ist schwärzlich. Die Beine sind dunkelbraun. Im Vergleich mit der ähnlichen Langschnabel-Spottdrossel (Toxostoma longirostre) ist sie deutlich kleiner. Die Geschlechter sehen gleich aus. Jungvögel wurden nie dokumentiert.

## Systematik
Die Cozumelspottdrossel wurde erstmals 1885 von Robert Ridgway als Harporhynchus guttatus beschrieben.  Sie galt lange als Unterart der Langschnabel-Spottdrossel, wurde aber als eigene Art betrachtet, als in einer Studie von 1999 festgestellt wurde, dass sie sich genetisch um mehr als fünf Prozent sowohl von der Langschnabel- als auch von der Rotspottdrossel unterscheidet.  In derselben Studie wurde sie als basales Mitglied der Toxostoma-rufum-Artengruppe in der Gattung der Sichelspötter bestimmt. Der Vogel ist monotypisch.

## Lebensraum
Die Cozumelspottdrossel bewohnt dichte, buschige und dornige Wälder, auch Halblaub- und Laubwälder sowie Tiefland.

## Lebensweise
Wie die Rotspottdrossel (Toxostoma rufum) und die Langschnabel-Spottdrossel ist die Cozumelspottdrossel ein Allesfresser. Sie bewegt sich auf dem Boden oder in Bodennähe, was sie anfällig für eingeführte Beutegreifer, darunter die Abgottschlange macht. Der Gesang ist reichhaltig mit vielfältigen, geträllerten und kratzigen Phrasen, ähnlich dem der Langschnabel-Spottdrossel. Die Brutsaison ist zwischen Mai und Juli. Mehr ist über die Fortpflanzungsbiologie nicht bekannt.

## Status
Die Cozumelspottdrossel war einst eine häufige Art mit einer geschätzten Population von bis zu 10.000 Individuen Mitte des 20. Jahrhunderts.
Nach einer Reihe verheerender Hurrikans nahm der Bestand dramatisch ab. Hurrikan Gilbert verwüstete die Insel im September 1988. In den folgenden sieben Jahren wurden nur drei Individuen gefunden (alle mit Japannetzen). Roxanne war ein weiterer zerstörerischer Hurrikan, der Cozumel im Jahr 1995 traf. Anschließend wurde die Cozumelspottdrossel bei den jährlichen Erhebungen überhaupt nicht mehr erfasst und für ausgestorben gehalten. Im Juni 2004 wurde jedoch ein einzelnes Individuum entdeckt, das erste seit fast neun Jahren. Die letzte zuverlässige Nachweis war im Jahr 2006.
Die IUCN listet die Cozumelspottdrossel in der Kategorie vom Aussterben bedroht (critically endangered). Eine im Jahr 2018 von Stuart Butchart und seinen Kollegen durchgeführte Wahrscheinlichkeitsanalyse kam zu dem Ergebnis, dass die Cozumelspottdrossel nicht den Schwellenwert erreicht, um als „möglicherweise ausgestorben“ zu gelten, und dass die Art trotz nur einer unbestätigten Sichtung seit 2006 vielleicht noch existieren könnte.